# Institut für Gärungsgewerbe

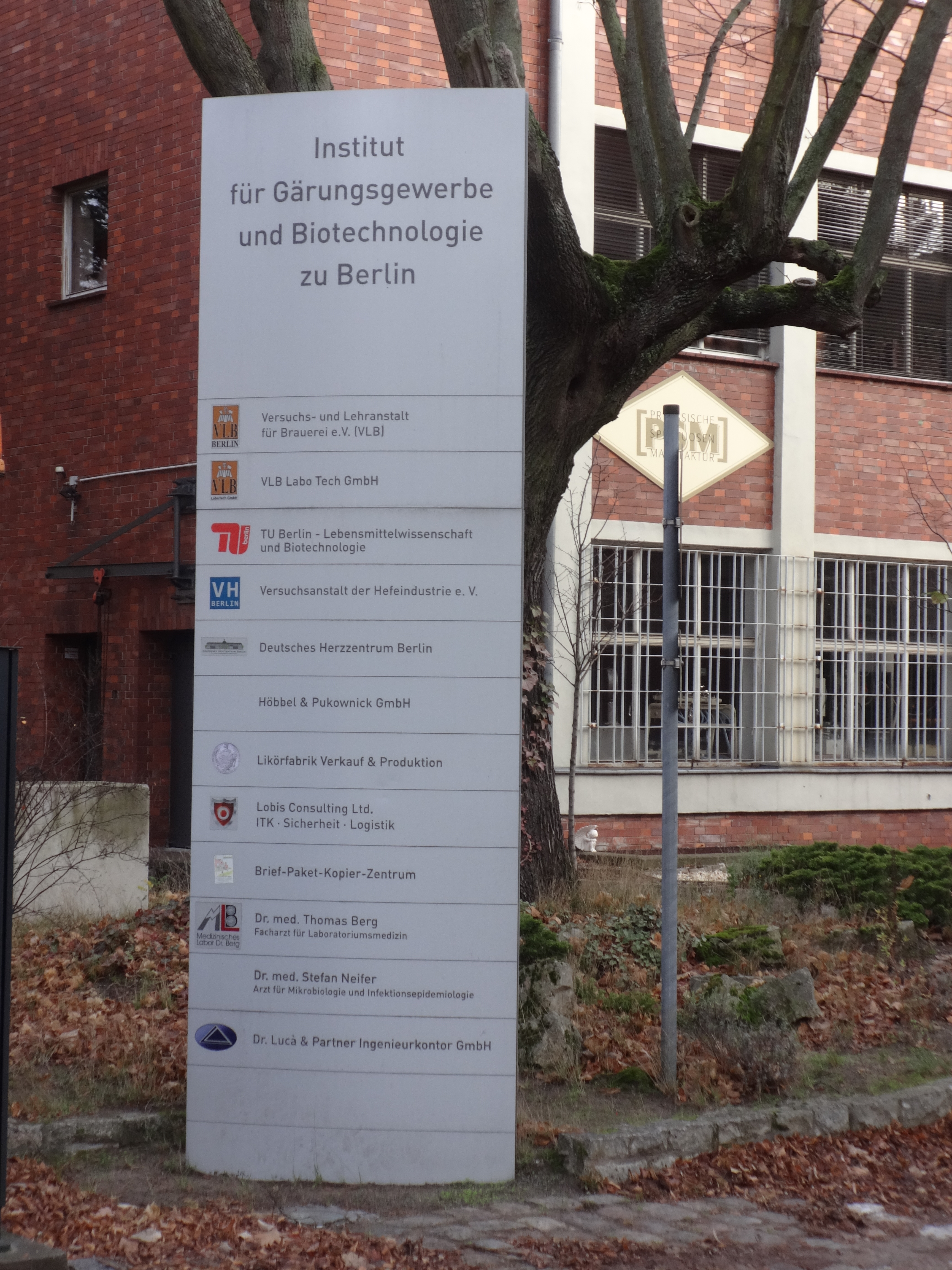

Das Institut für Gärungsgewerbe und Biotechnologie zu Berlin (IfGB) in Berlin-Wedding ist eine technologische Anstalt zur Erforschung der Gärung. Seit 1897 befindet es sich auf einem Wissenschaftscampus im damals noch außerhalb Berlins gelegenen Gutsbezirk Plötzensee am heutigen Standort in der Seestraße 13.
Zeitweise führte das Institut den Zusatz Stärkefabrikation, was zwischenzeitlich auf Biotechnologie geändert wurde. Organisiert war das IfGB bis zur Umstrukturierung zu Beginn des 21. Jahrhunderts als BGB-Gesellschaft; seit 2002 ist es eine Einrichtung der Versuchs- und Lehranstalt für Brauerei (VLB). Seit September 2017 befinden sich die Einrichtungen des IfGB im Neubau der VLB; der historische Gebäudekomplex direkt an der Seestraße wird seitdem ausschließlich von der TU Berlin genutzt.
Das IfGB ist derzeit unterteilt in die Bereiche:
- Spirituosen und Brennerei mit dem zum 1. Oktober 2015 gegründeten Forschungsinstitut für Spirituosen, Analysetechnologie und Sensorik (FISAS)[3] und der Preussischen Spirituosen Manufaktur;
- Brauerei und Getränkeindustrie
- Biotechnologie.[4]

## Geschichte

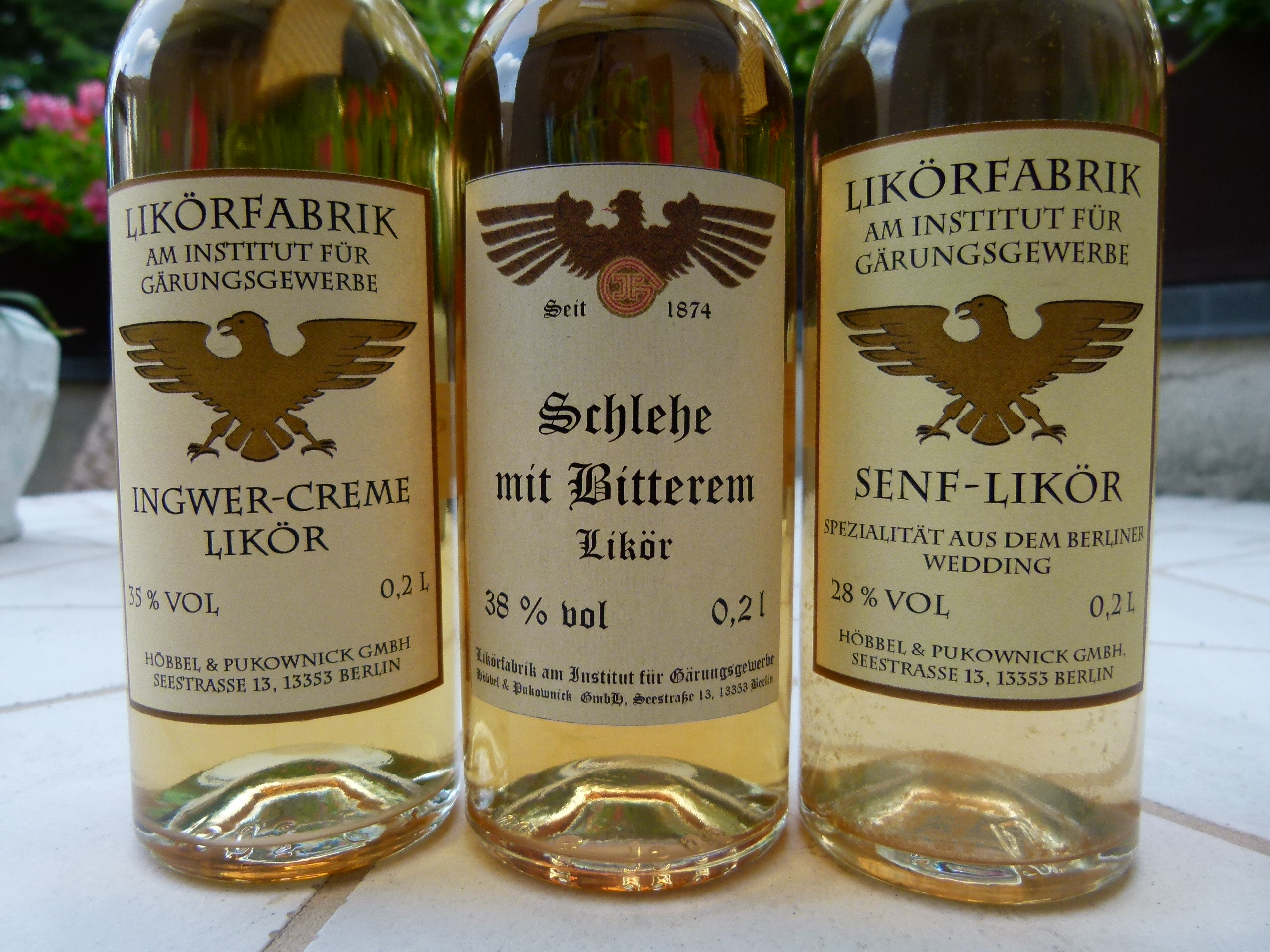
Verschiedene Liköre der Versuchslikörfabrik

Gegründet wurde das Institut 1874 auf Initiative des Leiters der Versuchsstation der Spiritusfabrikanten (VLSF) Max Delbrück in angemieteten Räumen der Gewerbeakademie Berlin. 
1875 wurde eine Brennereischule zur Ausbildung von Brennereibetriebsleitern eröffnet; 1876 eine Glasbläserei errichtet, um für die Versuchsstation und das Institut benötigte Laborgeräte und Gefäße selbst herstellen zu können.

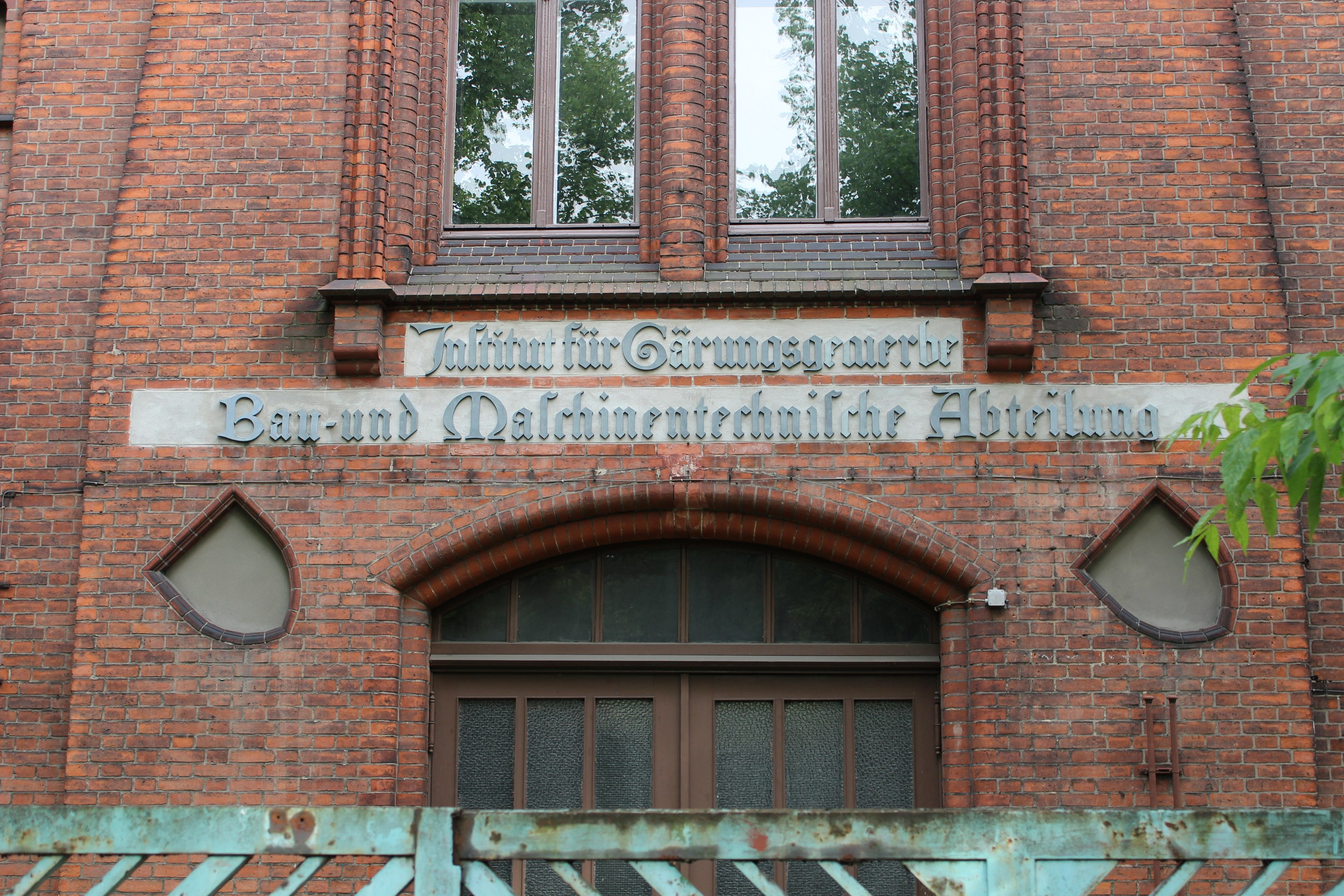
Die ehemalige Bau- und Maschinentechnische Abteilung des Instituts für Gärungsgewerbe

1879 wurde eine bereits bestehende Brennerei in Biesdorf gepachtet und für Versuchszwecke ausgebaut. Hauptgegenstand der technologischen Untersuchungen waren zu der Zeit Verbesserungen bei der Herstellung von Ethylalkohol landwirtschaftlichen Ursprungs.
Seit 1883 verfügte das Institut über Räume im Neubau der Landwirtschaftlichen Hochschule Berlin und mit der Gründung der VLB kam am 19. Dezember 1882 ein weiterer Gesellschafter hinzu.
Die Laboratorien wurden 1884 durch einen Neubau auf dem Gelände der Landwirtschaftlichen Hochschule erweitert. 1888 eröffnete der Verein eine Kartoffelkulturstation und gründete 1892 eine Hefereinzuchtanstalt.
Von 1897 bis 1898 wurde ein Kornversuchsspeicher am Kai des Berlin-Spandauer Schiffahrtskanals errichtet mit Anbindung an das Wasserstraßennetz und die Eisenbahn am. Der Kornversuchsspeicher diente der wissenschaftlichen Untersuchung der Getreidelagerung, der vergleichenden Bewertung der Silo- und Schüttbodenspeicherung und der Erprobung moderner Maschinentechnik. Der Speicher war zuerst eine Einrichtung des Instituts für Gärungsgewerbe und wurde 1907 der neugeschaffenen Versuchsanstalt für Getreideverarbeitung in Berlin-Wedding angegliedert.
Im Gutsbezirk Plötzensee wurden 1897 Neubauten speziell für die Bedürfnisse des Instituts und seiner Trägervereine geschaffen. Zu diesen Einrichtungen gehörten die VLSF, die VLB sowie insbesondere die Versuchsanstalt für landwirtschaftliche Maschinentechnik, der Verein der Stärkeinteressenten in Deutschland, die Versuchsanstalt des Vereins Deutscher Kartoffeltrockner, die Versuchsanstalt der Getreidebrennerei und die Versuchsanstalt der Essigfabrikanten. Hinzu kamen auf diesem Wissenschaftscampus zu Beginn des 20. Jahrhunderts das Institut für Zuckerindustrie, das Preußische Institut für Infektionskrankheiten und weitere. 
Auf dem Gelände an der Seestraße wurden auch eine Versuchsbrennerei, die Hochschul-Brauerei und eine Versuchsessigfabrik errichtet sowie 1901 ein großes Ausstellungsgebäude. Zwischen 1907 und 1909 kamen weitere Stationen für die Trinkbranntwein- und Likörfabrikation hinzu.
1909 wurde am Institut für Gärungsgewerbe und Stärkefabrikation die Abteilung für Trinkbranntwein und Likörfabrikation gegründet, zu der dann auch die bereits 1874 gegründete Preussische Spirituosen Manufaktur gehörte.
1913 hatte das Institut 120 wissenschaftliche und technische Mitarbeiter und war damit eine der größten Forschungsanstalten in Deutschland. Hinzu kamen 30 Mitarbeiter in der Verwaltung und 80 Mitarbeiter in Versuchsfabriken.
1924 wurde der Versuchsanstalt der Hefeindustrie e. V. (VH Berlin) am IfGS in Berlin gegründet. Dies geschah in einer Zeit, die durch einen starken Strukturwandel von kleingewerblicher hin zu industrieller Hefeproduktion gekennzeichnet war.

## Bibliotheken

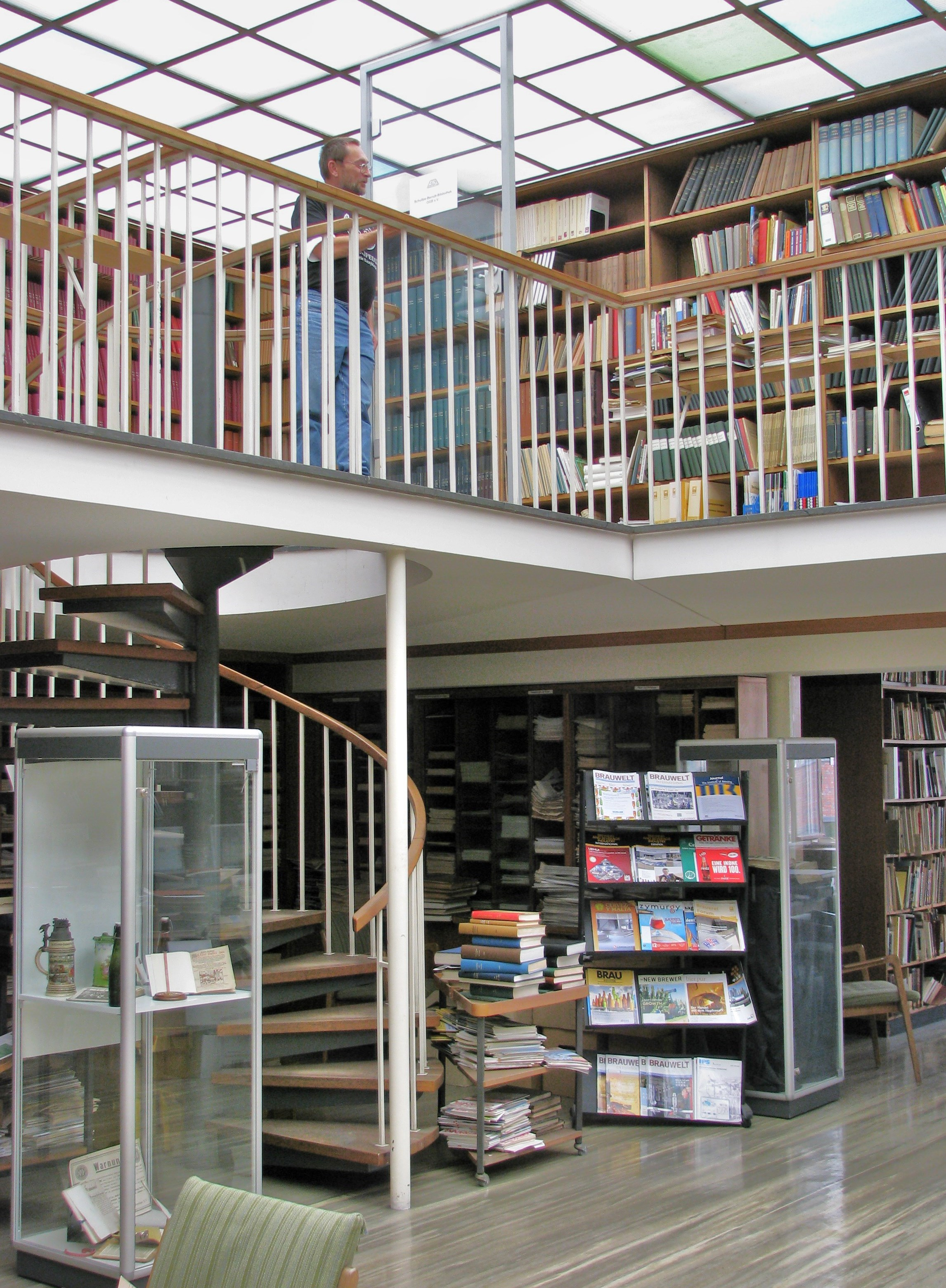
Blick auf Lorberg-Bibliothek unten; Schultze-Berndt-Bibliothek oben

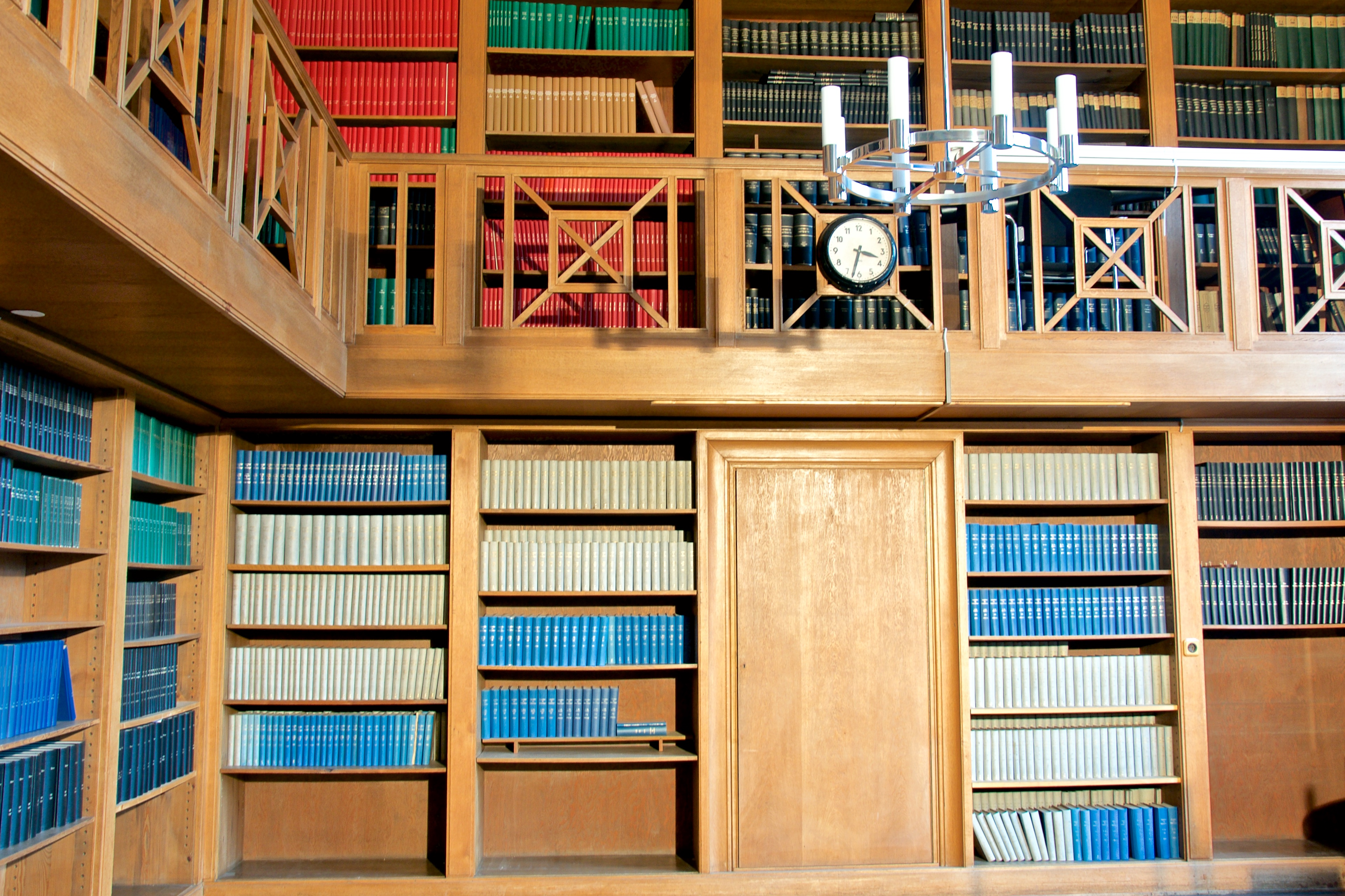
Alte Bibliothek im Dezember 2017

In der Frühzeit des Instituts wurden die Bibliotheksbestände der Landwirtschaftlichen Hochschule und der Gewerbeakademie mitgenutzt. Mit der Errichtung der ersten Gebäude auf dem Campus Seestraße wurde 1897 ein Bibliothekssaal errichtet; hinzu kam nach Beginn der Ingenieursausbildung 1903 eine Unterrichtsbibliothek.
Im 1936/1937 errichteten Mittelbau des alten Hauptgebäudes befindet sich mit der Alten Bibliothek ein bis zum Herbst 2017 viel genutzter Veranstaltungsraum, der sich seitdem in der Verfügungsgewalt der TU Berlin befindet.
Im Zweiten Weltkrieg fiel ein Teil der Bibliotheksliteratur den Bombenzerstörungen zum Opfer; andere Teile wurden privat ausgelagert. Aus den im Mai 1945 noch verbliebenen Restbeständen wurden Teile auch von Angehörigen der Roten Armee requiriert.
Die Restauration der Bibliotheksbestände geschah teils durch Rückgaben von privater Hand, teils durch Buchspenden von Mitgliedsbetrieben. So konnten auch Bücher und Zeitschriften aus dem 19. Jahrhundert wiederbeschafft werden. Im Zuge der Wiedervereinigung Berlins gelangten einschlägige Werke des Instituts für Gärungschemie und landwirtschaftliche Technologie der Humboldt-Universität zum IfGB.
Bis Ende September 2017 unterhielt die VLB im alten Hauptgebäude die 1962 vom Institut für Gärungsgewerbe eingerichtete und nach Karl Lorberg benannte Lorberg-Bibliothek als Fachbibliothek für Gärungsgewerbe und Biotechnologie mit über 20.000 Bänden; in der auch die mit über 5000 Werken zur Geschichte des Brauwesens bestückte Schultze-Berndt-Bibliothek der Gesellschaft für Geschichte des Brauwesens untergebracht war.

## Persönlichkeiten
- Eduard Buchner
- Hugo Haehn
- Max Hayduck
- Georg Haeseler,[11] Leiter des Forschungsinstitut für Technologie der Trinkbranntwein- und Likörfabrikation
- Wilhelm Hermann Henneberg
- Paul Kolbach
- Paul Lindner
- Frank-Jürgen Methner
- Otto Reinke, von 1883 bis 1899 Abteilungsvorstand
- Franz Schönfeld
- Ulf Stahl
- Friedrich Karl Windisch[12]
- Siegfried Windisch
- Wilhelm Windisch[13]
- Hermann Wüstenfeld (1879–1943), Leiter des Forschungsinstitut für Technologie der Trinkbranntwein- und Likörfabrikation[14]

### Wissenschaftliche Direktoren des Instituts für Gärungsgewerbe
- 1874–1919: Max Delbrück
- 1919–1933: Friedrich Hayduck
- 1933–1945: Hermann Fink
- 1945–1968: Bruno Drews
- 1968–1989: Hanswerner Dellweg
- 1989–1999: Karl Wackerbauer
- 1999–2002: Ulf Stahl